# Insigne voor Burgergewonden
Het Insigne voor Burgergewonden (Frans: Insigne des Blessés civils) is een Franse onderscheiding. Het is niet meer dan een kleine witte vijfpuntige ster op een strookje lichtblauw lint (een baton) met een brede gele baan in het midden en twee gele strepen langs de rand.
Voor deze onderscheiding kwamen alle Franse burgerlijke oorlogsgewonden uit de Eerste Wereldoorlog en de Tweede Wereldoorlog in aanmerking.
De gedecoreerden dragen vaak een onofficiële medaille, gelijk aan het eveneens onofficiële maar gedoogde Insigne van de Verwonde Militairen maar dan met witte ster, aan het lint in de kleuren van de baton op de linkerborst.